# Igreja de crentes
A igreja de crentes é uma doutrina teológica do cristianismo evangélico que ensina que alguém se torna um membro da Igreja por novo nascimento e profissão de fé. A adesão a essa doutrina é uma característica comum da definição de uma igreja evangélica.

## História
Esta doutrina tem sua origem na Reforma Radical dentro do anabatismo. A Confissão de Schleitheim, publicada em 1527 pelos irmãos suíços, um grupo de  anabatistas, incluindo Michael Sattler, em Schleitheim é uma publicação que difundiu esta doutrina. Nesta confissão, o batismo do crente depois de uma profissão de fé é colocado como um fundamento teológico essencial. Em 1644, a Confissão de Fé Batista de 1644 publicada pelas Igrejas Batistas fará o mesmo. Em 1916, a Declaração de Verdades Fundamentais das Assembleias de Deus publicada pelas igrejas pentecostais, também assumirá esta doutrina.   Na década de 1960, as igrejas do movimento carismático evangélico também adotaram essa doutrina. Em 1967, a Conferência da Igreja de crentes (Believers' Church Conference) é estabelecida no Seminário Teológico Batista do Sul, em Louisville, nos Estados Unidos, e será realizada a cada 2 ou 3 anos em um instituto Bíblico evangélico diferente.
A adesão à doutrina da Igreja de crentes é uma característica comum da definição de uma igreja evangélica no sentido específico.

## Doutrina
A característica definidora é amplamente aceita que o historiador americano Donald Durnbaugh, resumindo a doutrina da Igreja de crentes em 7 pontos:
1. Adesão voluntária na igreja. Torna-se um membro da Igreja por novo nascimento e profissão de fé. O batismo, para os crentes adolescentes ou adultos (batismo do crente), é um símbolo desse compromisso.
2. A Igreja é uma comunidade fraterna de ajuda mútua e edificação.
3. A caridade e o serviço na igreja são uma expressão de uma vida cristã saudável.
4. O Espírito Santo e a Bíblia são as únicas bases de autoridade na Igreja. Algumas tradições religiosas não-bíblicas devem ser rejeitadas. Os membros que não respeitam a confissão de fé da Igreja e não quero se arrepender devem ter uma excomunhão da comunidade.
5. Disposição para retornar aos fundamentos da Igreja primitiva.
6. Uma estrutura simples da Igreja.
7. Fé na Igreja como o corpo de Cristo.

A doutrina da igreja de crentes não deve ser confundida com a igreja livre, que é um conceito que designa as igrejas separadas dos estados. Certas denominações cristãs que podem ser identificadas no movimento da igreja livre não aderem à doutrina da igreja de crentes.

## Principais movimentos aderentes
Apesar das nuances nos vários movimentos evangélicos, existe um conjunto semelhante de crenças para movimentos aderentes à doutrina da Igreja de crentes, sendo os principais Anabatismo, Igreja Batista e Pentecostalismo.